# Gymnophora nigripennis
Gymnophora nigripennis är en tvåvingeart som beskrevs av Schmitz 1929. Gymnophora nigripennis ingår i släktet Gymnophora och familjen puckelflugor. Arten är reproducerande i Sverige. Inga underarter finns listade i Catalogue of Life.